# كارل تسيلر
كارل تسيلر (بالألمانية: Karl Zeller)‏ (و. 1924 – 2006 م) هو رياضياتي، وأستاذ جامعي، وعالِم حاسب آلي، من ألمانيا، ولد في شياولياي، توفي في توبنغن، عن عمر يناهز 82 عاماً.

## التعليم
تعلم في جامعة توبنغن.

## مناصب وهيئات
أدار جامعة توبنغن.